# Лобиту (муниципалитет)
Лобиту (порт. Lobito) — муниципалитет в Анголе, входит в состав провинции Бенгела. Площадь — 3648 км2. Население на 2006 год — 805 316 человек. Плотность населения — 220,7 человек/км2. Крупнейший город — Лобиту с населением 149 249 человек.